# Halifax School for the Deaf

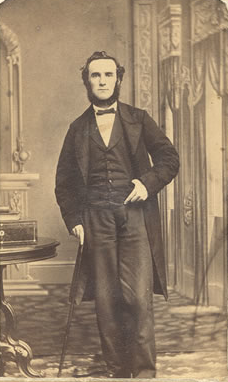
James Scott Hutton, erster Rektor der Halifax School for the Deaf

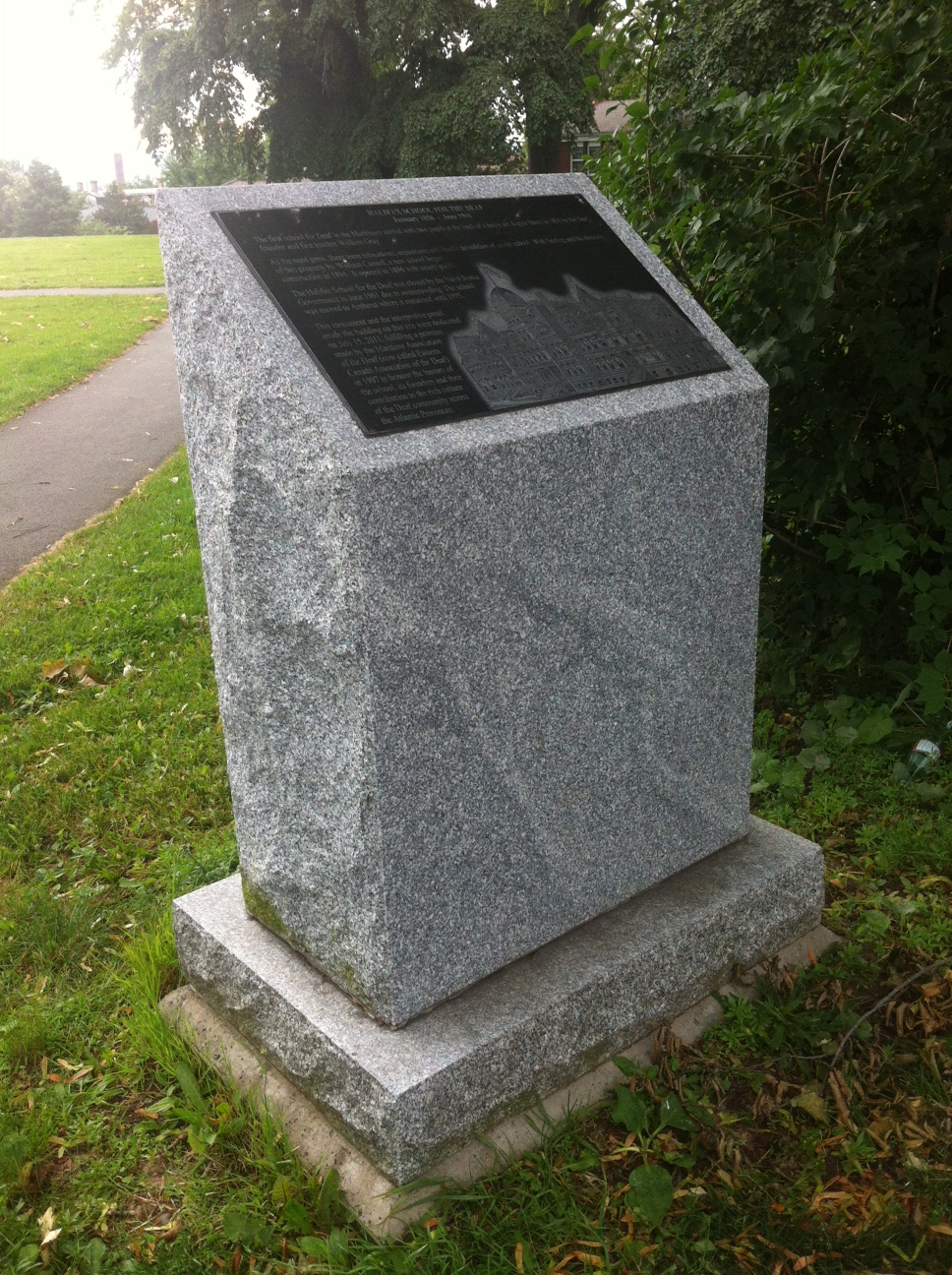
Denkmal Halifax Schule für Gehörlose, Gottingen St., Halifax, Nova Scotia

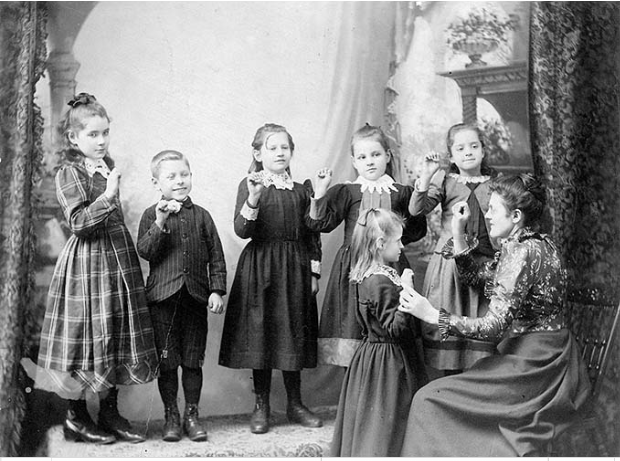
Schüler der Halifax School For Deaf

Die Halifax School for the Deaf (The Deaf and Dumb Institution Halifax, Halifax Schule für Gehörlose) war eine Einrichtung in Halifax, die am 4. August 1856 eröffnet wurde.  Es war die erste Gehörlosenschule im  atlantischen Kanada. Später gab es Streit darüber, wer der wahre Gründer war: William Gray (1806–1881), ein gehörloser schottischer Einwanderer, der der erste Lehrer im Hinterzimmer eines Hauses in der Argyle Street war, oder George Tait (1828–1904), ein anderer gehörloser Schotte, der behauptete, die treibende Kraft hinter der Gründung der Schule gewesen zu sein. Gray wurde 1870 wegen Trunkenheit und Gewaltandrohung gegenüber Schülern entlassen.
Der erste Rektor der Schule war James Scott Hutton, der der Schule 34 Jahre lang treu blieb. William Cunard (Sohn von Sir Samuel Cunard) baute schließlich eine Schule, die 1896 fertiggestellt wurde und von 90 Schülern besucht wurde.
Nach der Halifax-Explosion wurde das Hauptgebäude vorübergehend wegen Reparaturarbeiten geschlossen. Die Hälfte der Studenten besuchte den Unterricht auf dem Campus des Acadia College in Wolfville, während andere ohne Unterricht blieben, bis der Unterricht zurück nach Halifax verlegt wurde.
In der Schule wurde auch die Maritime Sign Language (MSL) unterrichtet.
Die Schule wurde im Juni 1961 geschlossen.
Ein Denkmal markiert den Standort des Hauses, das von der Eastern Canada Association of the Deaf errichtet wurde.
Die Halifax School for the Blind wurde 1871 in der Morris Street eröffnet.